# وادي الحشف
وادي الحشف هو واد في أصدار بلاد بلقرن في جنوبيه حلة الظهر الأعلى لآل بي حسن من آل سليمان بلقرن.